# Tritoniella
Tritoniella  Eliot, 1907 è un genere di molluschi nudibranchi della famiglia Tritoniidae.

## Tassonomia
Il genere comprende le seguenti specie:
- Tritoniella belli Eliot, 1907
- Tritoniella gnathodentata Schächinger, Schrödl, N. G. Wilson & Moles, 2022
- Tritoniella gnocchi Schächinger, Schrödl, N. G. Wilson & Moles, 2022
- Tritoniella heideae Schächinger, Schrödl, N. G. Wilson & Moles, 2022
- Tritoniella prinzess Schächinger, Schrödl, N. G. Wilson & Moles, 2022
- Tritoniella schoriesi Schächinger, Schrödl, N. G. Wilson & Moles, 2022